# جان باول موريل
جان باول موريل (بالفرنسية: Jean Morel)‏ هو معلم موسيقى أمريكي وفرنسي، ولد في 10 يناير 1903 في أبفيل في فرنسا، وتوفي في 14 أبريل 1975 في نيويورك في الولايات المتحدة.

## وصلات خارجية
- جان باول موريل على موقع ميوزك برينز (الإنجليزية)
- جان باول موريل على موقع أول ميوزيك (الإنجليزية)
- جان باول موريل على موقع ديسكوغز (الإنجليزية)